# Course en ligne féminine aux championnats du monde de cyclisme sur route 2003
Navigation
2002 2004
La course en ligne féminine aux championnats du monde de cyclisme sur route 2003 a lieu le 11 octobre 2003 à Hamilton au Canada. Cette édition est remportée par la Suédoise Susanne Ljungskog.

## Classement
|                                    | Coureuse                   | Pays             |    | Temps          |
| ---------------------------------- | -------------------------- | ---------------- | -- | -------------- |
| Médaille d'or, Coupe du Monde      | Susanne Ljungskog          | Suède            | en | 3 h 16 min 6 s |
| Médaille d'argent, Coupe du Monde  | Mirjam Melchers-Van Poppel | Pays-Bas         | +  |                |
| Médaille de bronze, Coupe du Monde | Nicole Cooke               | Royaume-Uni      |    |                |
| 4                                  | Edita Pucinskaite          | Lituanie         |    |                |
| 5                                  | Olga Zabelinskaya          | Russie           |    |                |
| 6                                  | Jeannie Longo-Ciprelli     | France           |    | 4 s            |
| 7                                  | Anita Valen-De Vries       | Norvège          |    | 12 s           |
| 8                                  | Judith Arndt               | Allemagne        |    | 12 s           |
| 9                                  | Bogumila Matusiak          | Pologne          |    | 19 s           |
| 10                                 | Zulfiya Zabirova           | Russie           |    | 19 s           |
| 11                                 | Deirdre Demet-Barry        | États-Unis       |    | 19 s           |
| 12                                 | Vera Carrara               | Italie           |    | 19 s           |
| 13                                 | Susan Palmer-Komar         | Canada           |    | 19 s           |
| 14                                 | Magali Le Floc'h           | France           |    | 25 s           |
| 15                                 | Lada Kozlikova             | Tchéquie         |    | 25 s           |
| 16                                 | Trixi Worrack              | Allemagne        |    | 25 s           |
| 17                                 | Lyne Bessette              | Canada           |    | 51 s           |
| 18                                 | Teodora Ruano Sanchon      | Espagne          |    | 1 min 40 s     |
| 19                                 | Jolanta Polikeviciute      | Lituanie         |    | 2 min 1 s      |
| 20                                 | Natalia Boyarskaya         | Russie           |    | 2 min 30 s     |
| 21                                 | Silvia Parietti            | Italie           |    | 2 min 32 s     |
| 22                                 | Joane Somarriba            | Espagne          |    | 2 min 32 s     |
| 23                                 | Christiane Söder           | Autriche         |    | 2 min 36 s     |
| 24                                 | Rasa Polikeviciute         | Lituanie         |    | 4 min 45 s     |
| 25                                 | Olivia Gollan              | Australie        |    | 5 min 24 s     |
| 26                                 | Svetlana Boubnenkova       | Russie           |    | 5 min 24 s     |
| 27                                 | Priska Doppmann            | Suisse           |    | 6 min 54 s     |
| 28                                 | Oenone Wood                | Australie        |    | 7 min 57 s     |
| 29                                 | Kristin Armstrong          | États-Unis       |    | 7 min 57 s     |
| 30                                 | Eneritz Iturriaga          | Espagne          |    | 7 min 57 s     |
| 31                                 | Sara Carrigan              | Australie        |    | 9 min 27 s     |
| 32                                 | Malgorzata Wysocka         | Pologne          |    | 9 min 27 s     |
| 33                                 | Iryna Chuzhynova           | Ukraine          |    | 9 min 27 s     |
| 34                                 | Tina Pic                   | États-Unis       |    | 9 min 27 s     |
| 35                                 | Joanne Kiesanowski         | Nouvelle-Zélande |    | 9 min 27 s     |
| 36                                 | Veerle Ingels              | Belgique         |    | 9 min 27 s     |
| 37                                 | Zita Urbonaite             | Lituanie         |    | 9 min 27 s     |
| 38                                 | Karine Dalmais             | France           |    | 9 min 27 s     |
| 39                                 | Shani Bloch                | Israël           |    | 9 min 27 s     |

|    | Coureuse                   | Pays       |  | Temps       |
| -- | -------------------------- | ---------- |  | ----------- |
| 40 | Heidi Van De Vijver        | Belgique   |  | 9 min 27 s  |
| 41 | Margaret Hemsley           | Australie  |  | 9 min 27 s  |
| 42 | Karen Bockel               | Allemagne  |  | 9 min 27 s  |
| 43 | Giorgia Bronzini           | Italie     |  | 9 min 27 s  |
| 44 | Erinne Willock             | Canada     |  | 9 min 27 s  |
| 45 | Arenda Grimberg            | Pays-Bas   |  | 9 min 27 s  |
| 46 | Rachel Heal                | Australie  |  | 9 min 27 s  |
| 47 | Natalja Kachalka           | Ukraine    |  | 9 min 27 s  |
| 48 | Miho Oki                   | Japon      |  | 9 min 27 s  |
| 49 | Corine Hierckens           | Belgique   |  | 9 min 27 s  |
| 50 | Modesta Vzesniauskaite     | Lituanie   |  | 9 min 27 s  |
| 51 | Anna Zugno                 | Italie     |  | 9 min 27 s  |
| 52 | Lisbeth Simper             | Danemark   |  | 9 min 27 s  |
| 53 | Paulina Brzeźna-Bentkowska | Pologne    |  | 9 min 27 s  |
| 54 | Manon Jutras               | Canada     |  | 9 min 27 s  |
| 55 | Christine Thorburn         | États-Unis |  | 9 min 27 s  |
| 56 | Theresa Senff              | Allemagne  |  | 9 min 27 s  |
| 57 | Diana Rast                 | Suisse     |  | 9 min 27 s  |
| 58 | Sonia Huguet               | France     |  | 9 min 27 s  |
| 59 | Sandrine Marcuz-Moreau     | France     |  | 9 min 27 s  |
| 60 | Tatiana Guderzo            | Italie     |  | 9 min 27 s  |
| 61 | Leah Goldstein             | Israël     |  | 9 min 27 s  |
| 62 | Kimberly Anderson          | États-Unis |  | 9 min 27 s  |
| 63 | Regina Schleicher          | Allemagne  |  | 9 min 27 s  |
| 64 | Madeleine Lindberg         | Suède      |  | 9 min 27 s  |
| 65 | Valentyna Karpenko         | Ukraine    |  | 13 min 8 s  |
| 66 | Anna Skawinska             | Pologne    |  | 13 min 8 s  |
| 67 | Paola Madriñán             | Colombie   |  | 18 min 42 s |